# 阿花的故事
阿花的故事是一首1994年的香港粵語兒歌，寄調自臺灣民謠六月茉莉，由林夕填詞，主唱為袁鳳瑛。歌詞罕見地以寵物貓離世為題材，有「最悲傷兒歌」之稱。亦是袁鳳瑛的代表作之一。

## 創作與製作
阿花的故事寄調自臺灣民謠六月茉莉，由林夕填詞，徐日勤編曲，主唱為袁鳳瑛。此歌時長4分08秒，以
拍的升G大調/降A大調創作，每分鐘79拍，曲風傷感。

### 背景
香港女歌手袁鳳瑛早年受到來自臺灣的音樂人羅大佑賞識，演唱電影《天若有情》的同名主題曲（羅大佑作曲）而成名。羅大佑於香港創立的音樂公司「音樂工廠」（臺灣滾石唱片香港分公司前身），後來發行了一張兒歌及粵語版動畫歌曲的合輯，名為《音樂工廠3 兒童樂園》，專輯中的歌曲由多位歌手或藝人演唱，大部分由林夕填詞。有別於一般的兒歌專輯，當中的歌曲旋律結構雖然簡單，但不少歌詞寓意甚深，被視為更適合成年人 ，其中阿花的故事則屬於較感性的作品之一。 

### 歌詞
歌詞講述歌者回憶童年時家中養了一隻寵物貓名為「阿花」，提及「阿花」相伴時的生活點滴，直至六、七歲的某個雨天「阿花」離世，歌者首次感受到何謂傷心。
這種悲傷題材在兒歌上十分罕見，常被形容為讓人聽到想哭，但亦有指具生命教育的啟蒙意義。

## 發行
收錄此歌的專輯《音樂工廠3 兒童樂園》約於1994年4月在香港發行。

## 獲獎及提名
| 獲獎年份 | 頒獎典禮                          | 獎項         | 結果 |
| -------- | --------------------------------- | ------------ | ---- |
| 1994     | 無綫電視 1994年度兒歌金曲頒獎典禮 | 十大兒歌金曲 | 獲獎 |

## 評價
人稱「香港兒歌之父」的音樂人韋然指，專輯中同由林夕作詞的仙樂處處飄及此歌均屬高水準之作，並在香港兒歌史上具代表性。
《東周刊》當時的樂評指袁鳳瑛歌聲動聽。

## 翻唱
2018年，香港樂隊小塵埃推出專輯《Recall a Little Bit》，該專輯以「唱給成年人聽的兒歌」為概念，翻唱多首兒歌，當中也包括阿花的故事。

## 備註
1. 1 2  阿花的故事的作曲者一欄，在後世文獻中通常寫為鄧雨賢（人稱「台灣歌謠之父」），此說是按專輯《音樂工廠3 兒童樂園》內頁所寫的資料，但鄧雨賢與六月茉莉的關係不明，疑為有誤。六當由另一臺灣音樂家許丙丁根據民間古曲改編而成[4]（有福建地區流傳至臺灣之說[5][6]）。而阿在無綫電視播放的音樂錄像，及該台1994年度兒歌金曲頒獎典禮候選歌曲資料中[7]，均未有列出作曲者（但在頒獎禮上卻誤稱作曲者同為負責填詞的林夕）。香港音樂人韋然雖亦指六是鄧雨賢作曲、許丙丁作詞[8]，但也可能是被阿的資料所影響。
2. ↑  按音樂錄像所列名單。
3. ↑  開首一段由一名女童獨唱，但其姓名不明。其後由袁鳳瑛演唱的部分則多有童聲和唱，和唱者當為參與專輯其他歌曲的廣州小雲雀兒童合唱團。
4. ↑  按專輯包裝上所列資料。
5. ↑  「然後我變得強又高 花貓卻沒有變胖 只有換了毛 元旦母親祝我年年進步 但永沒對阿花講句長壽不老」一段似暗示人類與寵物的壽命差距。
6. ↑  按頒獎禮19:45，當時的《香港電視》並無記載該屆完整獲獎名單，需參考民間搜集的資料[16]。
7. ↑  初發表於1992年，羅大佑作曲。